# Lech Pałasz
Lech Pałasz (zm. 5 lutego 2009) – polski ekonomista, profesor nauk ekonomicznych.

## Życiorys
W 1962 r. ukończył studia w Akademii Rolniczej w Szczecinie, w 1990 r. uzyskał tytuł profesora nauk ekonomicznych. Pracował na stanowisku kierownika w Zakładzie Polityki Gospodarczej i Turystyki na Wydziale Ekonomicznym Zachodniopomorskiego Uniwersytetu Technologicznego w Szczecinie i rektora w Wyższej Informatycznej Szkole Zawodowej w Gorzowie Wielkopolskim.
Był prorektorem w Akademii Rolniczej w Szczecinie, członkiem Komitetu Ekonomiki Rolnictwa PAN i członkiem zarządu Stowarzyszenia Ekonomistów Rolnictwa i Agrobiznesu.
Był zatrudniony w Wyższej Szkole Ekonomicznej i Społecznej w Ostrołęce.